# Estación de Valdemanco
Valdemanco es un apeadero ferroviario situado en el municipio español de Valdemanco, en la Comunidad de Madrid. Las instalaciones, pertenecientes al ferrocarril directo Madrid-Burgos, actualmente están cerradas al servicio.

## Situación ferroviaria
Las instalaciones pertenece a la línea férrea de ancho ibérico Madrid-Burgos, situada en su punto kilométrico 60,683 a 1105 metros de altitud. Se halla entre las estaciones Bustarviejo-Valdemanco y Lozoyuela. El tramo es de vía única y está sin electrificar.

## Historia
Las instalaciones ferroviarias de Valdemanco forman parte del ferrocarril directo Madrid-Burgos. Esta línea fue inaugurada el 4 de julio de 1968, tras haberse prolongado las obras varias décadas. El objetivo del ferrocarril era reducir el tiempo de recorrido entre Madrid y la frontera francesa. Para la década de 1990 la línea se encontraba en franca decadencia y la mayoría de estaciones fueron cerradas a los servicios de pasajeros. Desde enero de 2005, con la extinción de la antigua RENFE, el ente Adif pasó a ser el titular de las instalaciones ferroviarias. Tras el derrumbe en el túnel de Somosierra, en 2011, no circulan servicios ferroviarios por este tramo.